# Václav Mořic Salomon von Friedberg
Urozený vladyka Václav Mořic Salomon z Friedbergu (10. srpna 1625 Frýdek - 6. března 1702 Staré Město (Praha) ) byl obráncem Brna proti Švédům z roku 1645, významným měšťanem Starého Města pražského a jeho radním.

## Původ
První zmínka o rodu Salomonů z Friedbergu, nebo tehdy ještě Ssalomonů (čteno Šalomon), pochází z r. 1541 a týká se Bartoše Ssalomona, který zastával ve Frýdku funkci obecního staršího. Rodina patřila mezi místní honoraci a sňatky byla spojena s dalšími významnými rodinami města (například Cvalovi, Šajerovi, Brumovští).
Rodokmen můžeme však souvisle sledovat až od Václava Ssalomona staršího (zemřel ve Frýdku mezi lety 1607—1614), který byl dědem Václava Mořice, a který rozšířil rodinný majetek obchodem s nemovitostmi, i výhodným sňatkem. Otcem Václava Mořice byl Václav Ssalomon mladší (zemřel ve Frýdku mezi lety 1628—1629). Ten byl radním Frýdku v letech 1615, 1616 a 1627, ale protože funkce radního byla pouze čestná a neplacená, živil se ještě řemeslem, a to ševcovinou, přičemž v tomto oboru dosáhl postu nejvyššího - stal se cechmistrem.
V té době byl však Frýdek zmítán řadou neštěstí - požáry, morovými epidemiemi, útrapami třicetileté války. Otec Václava Mořice zemřel a jeho matka, Eva rozená Bochmanová, postupně zchudla, což donutilo syny Václava mladšího Frýdek opustit.
Starší bratr Václava Mořice - Matyáš (1618 Frýdek -14. října 1681 Frýdek), působil jako hejtman na Olomoucku, ve službách Petřvaldských z Petřvaldu a právě od něho se sleduje další rodokmen Salomonů z Friedbergu. Přesto, Václav Mořic dosáhl většího úspěchu.

## Mládí
Václav Mořic zřejmě naplnil význam svého příjmení (příjmení Šalomon získala katolická rodina nepochybně podle biblického krále Šalomouna, proslulého svou moudrostí) a dostal se na studia. Mezi lety 1637—1641 velmi pravděpodobně nastoupil na Jezuitskou kolej v Kroměříži. Odtud ho ale střetnutí se švédskými vojsky, ke kterému došlo dne 26. června 1643 a při kterém byla vypálena Kroměříž, vyhnalo do Brna. Zde pokračoval ve studiu a když Švédové, r. 1645 v čele s Lennartem Torstensonem, dorazili i sem, stal se členem 6. studentské setniny Jana Staffa a aktivním obráncem.

## V Praze
Z Brna do Prahy se Václav Mořic musel přesunout ještě r. 1645, protože 5. května 1648 získal titul bakaláře na Filozofické fakultě Univerzity Karlovy a pokračoval ve studiu na Právnické fakultě. Ale zdá se, že další obrany města proti Švédům, tentokrát Prahy, se už nezúčastnil.
Přesto byl v průběhu dalších dvou let za svou účast v boji proti švédskému nepříteli významně oceněn - získal erb a titul vladyky. Nikdy se však nevzdal svého měšťanství na Starém Městě, které získal 2. září 1655 a politicky tak zůstal členem měšťanského stavu.

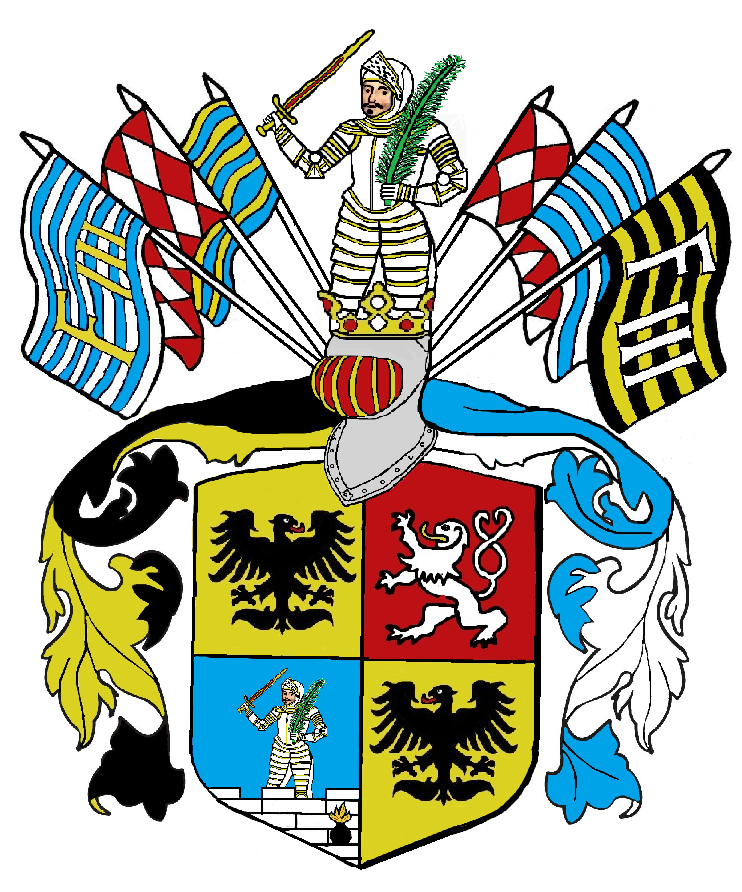
erb Václava Mořice Salomona von Friedberg

Studium na Právnické fakultě ukončil Václav Mořic mezi lety 1650—1652 a svou kariéru začal jako taxátor komorního soudu. Roku 1662 už byl zapsán s funkcí referendáře a na listinách z r. 1665 je veřejným notářem. Od soudu vedla jeho kariérní cesta na Staroměstskou radnici. Nejprve se stal obecním starším a 3. prosince 1676 byl královskými místodržícími dosazen jako radní. Funkci radního Starého Města pražského potom vykonával až do své smrti a přestože v žebříčku radních postupoval a roku 1694 měl funkci primátora už nadosah, na tento pomyslný vrchol kariéry nedosáhl.
V rámci svých funkcí se dostal Václav Mořic do styku hned s několika významnými šlechtickými rody své doby. Pracovní o osobní styky udržoval například s Malovci z Malovic, obchodoval se svobodným pánem Michnou z Vacínova a s Humprechtem Račínem z Račína.
Díky úředním listinám máme dochován také vlastnoruční podpis Václava Mořice. Psal se v latině "Wenceslaus Mauritius Salomon de Frydberga", přičemž koncové -a je pouze ženským tvarem, které se Václav Mořic domníval, že by měl Frýdek mít (podobně jako je například Brno latinsky Bruna). A tady už jasně vidíme, proč rod nese dále rodové jméno Salomonové z Friedbergu (v zahraničí Salomon von Friedberg, nebo Salomon de Friedberg), a že přídomek, který původně odkazoval na Frýdecký kopec, byl zkomolen na Mírovou horu.
Podobně jako jeho děd, i Václav Mořic se ukázal být zdatným obchodníkem s nemovitostmi. Jedním z jeho domů byl i dům "U černého orla" v Kaprově ulici. Hostinský dům se však nechvalně proslavil, když se právě odtud 21. června 1689 rozšířil obrovský požár Prahy, při kterém shořelo kompletně Židovské město, z velké části Staré město a částečně Nové město. 14. března 1662 koupil Václav Mořic deskový majetek, dům na Staroměstském náměstí, na rohu s dnešní Pařížskou ulicí. 3. června 1663 koupil (podle jiného zdroje jí však vydražil a to roku 1681) vinici a štěpnici s polem v Košířích, která se do té doby nazývala Rendlíkovská a Mandincová, ale díky vlastnictví Václava Mořice se jí začalo říkat Salomonka. Usedlost, která zde byla vybudována později, stojí dodnes a je známá jako Šalamounka, spolu s ulicí U Šalamounky. 22. září 1666 koupil Václav Mořic další dům na významném místě, a to na Ovocném trhu. Nejvýznamnější koupí Václava Mořice byl však statek Podbradec, ke kterému patřila ves Podbradec a ves Ječovice s kostelem sv. Barbory a pivovarem. Tento majetek měl Václav Mořic v držení od 5. února 1670 do 24. července 1675. A právě v kostele sv. Barbory by se měly nacházet dvě důležité památky na Václava Mořice, které kostelu věnoval. Kalich z pozlaceného stříbra dostal ještě registrační číslo Památkového ústavu jako movitá kulturní památka, ale v současné době je ztracen. A zvon z kostelní věže, menší ze dvou, byl zrekvírován a roztaven během první světové války.
Dne 7. srpna 1677 byl Václav Mořic znovu významně poctěn, když obdržel titul comes palatines. Malý palatinát neboli malá komitiva, bylo ocenění věnované těm, kdo se nějakým způsobem zasloužili o císařský panovnický rod a dávala majiteli jisté pravomoci.
Václav Mořic byl pohřben 6. března 1702 ve věku 76 let v kryptě v kostele Panny Marie na Louži. Tento kostel byl však roku 1791 josefínskými reformami zrušen a zbořen.

## Osobní život
Václav Mořic byl dvakrát ženatý. Jeho první ženou byla Catharina Dorothea, její rodné příjmení se však nachází pouze v jednom matričním záznamu, kde je špatně čitelné, ale znělo přibližně "de Linbenger". Ta však zemřela a Václav Mořic se mezi lety 1672—1678 znovu oženil. Druhou ženou byla Johana Rosina rozená Zabilanski. I tu však přežil, zemřela mezi roky 1674 -1701. S oběma manželkami zplodil Václav Mořic ne méně než dvacetjedna, možná dokonce dvacettři dětí. Přesto se v závěti už dočteme pouze o šesti, které ho přežily, a pouze jeden z nich byl syn. Zdá se tedy, že i přes rekordní množství potomků linie Václava Mořice po meči vymřela. Po ženské linii je známo pouze o dceři Johaně, že se vdala za Johana Kotziana a po otci získala dva z jeho domů.